# Sant Miquel de Colldelrat
Sant Miquel de Colldelrat és una església del municipi d'Artesa de Segre (Noguera) inclosa en l'Inventari del Patrimoni Arquitectònic de Catalunya.

## Descripció
L'església parroquial de Sant Miquel de Colldelrat s'emplaça fora del nucli més antic de Colldelrat (agregat d'Artesa de Segre), però dins la concentració de cases del llogarret. Es tracta d'un temple d'una sola nau, aïllat, amb una capella adossada a la paret nord, amb un petit jardí al costat de la paret sud.

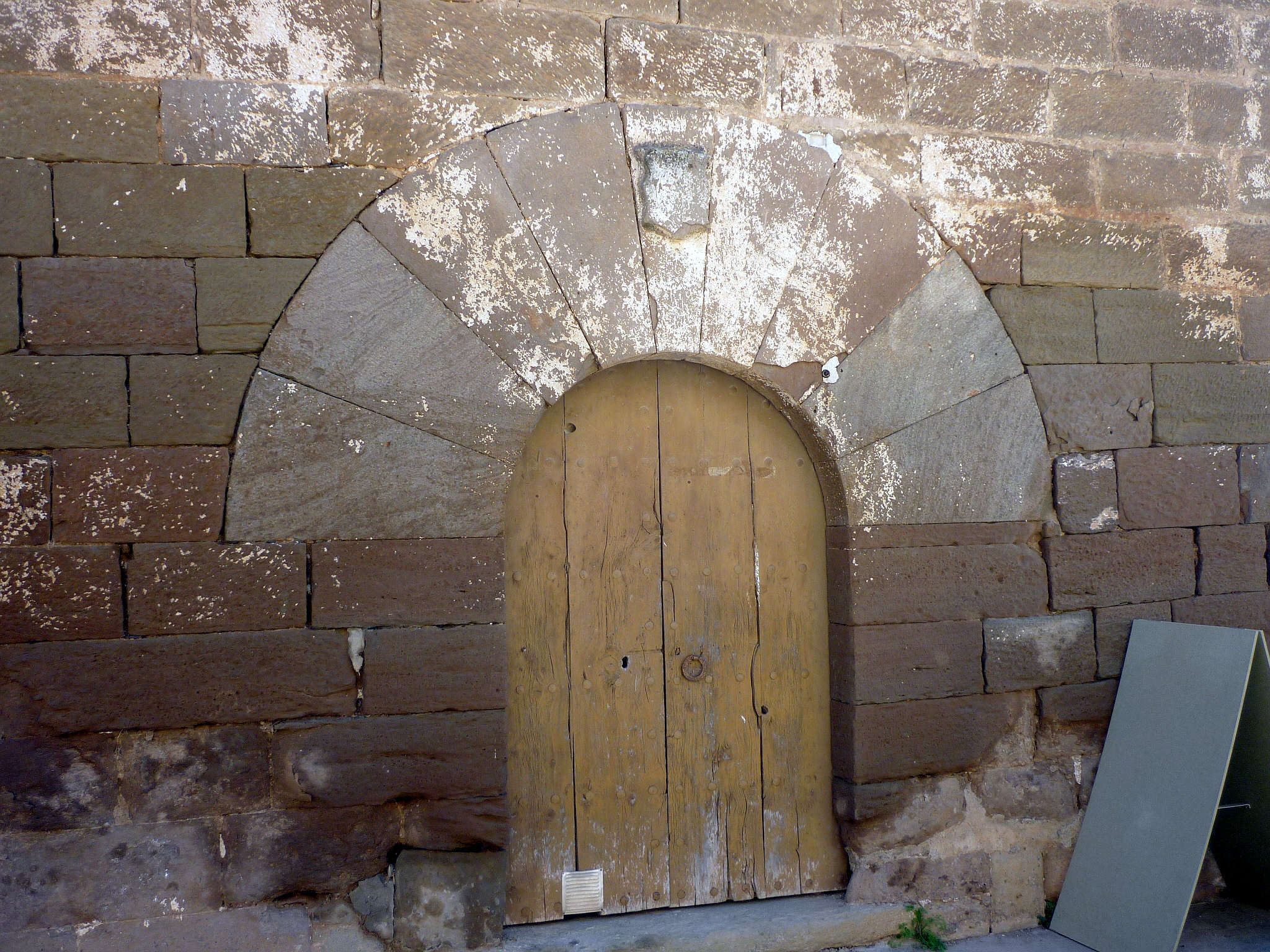
Portada

La façana, que dona just al carrer de l'Església, compta amb una gran porta amb arc de mig punt amb dovelles àmplies i regulars amb un escut en relleu a la clau, molt alterat i no se n'observa detalls ni figures o inscripcions. Per sobre hi ha una espitllera rematada amb arc de mig punt i, per sobre d'aquesta,una espadanya amb dues grans obertures, amb sengles campanes, amb una altra petita a sobre, entre aquestes, també amb arc de mig punt. A la part posterior de l'espadanya hi ha un cobert construït recentment.
La coberta, a dues vessants, està acabada amb teula àrab. L'aparell de l'edifici és irregular en sentit ampli. Per una banda, la façana descrita, compta amb una gran regularitat, de sòcol fins espadanya, format per grans carreus regulars. Per contra, la resta de murs presenten un aparell diferent i heterogeni, de petit a gran, col·locat de manera poc ordenada. Només els carreus cantoners situats acuradament trenquen aquesta imatge.

## Història
No se'n coneixen dades històriques referent a aquest edifici. Únicament la presència de dates en cases en el carrer de l'Església d'entre el XVII-XVIII podria marcar la cronologia del temple, datació que també es correspon bé amb els trets arquitectònics observats a l'església parroquial de Sant Miquel de Colldelrat.